# Жестокая расплата
«Жестокая расплата» (англ. Coming Home in the Dark) — кинодрама с элементами триллера режиссёра Джеймса Эшкрофта, снятая в 2021 году c Дэниелом Гиллисом в главной роли. Фильм снят по мотивам одноименного рассказа новозеландского писателя Оуэна Маршалла. Фильм акцентирует внимание зрителя на такой острой социальной проблеме как «жестокое обращение с детьми» - и ее последствиях. Помимо этого, лента затрагивает философские и моральные проблемы свободы воли и влияние школы как социального института на социализацию личности. В фильме в очередной раз ставится вопрос, является ли патологическое влечение к убийствам наследственной чертой, или же на процесс генезиса личности серийного убийцы влияют ряд других факторов.

## Сюжет
Действие фильма происходит в Новой Зеландии. Фильм повествует о семейной паре школьных учителей Джилл и Алане, которые вместе с двумя сыновьями-подростками отправляются на автомобиле в путешествие, которое в конечном итоге перевернет всю их жизнь. Во время пикника на природе на них совершают нападение двое вооруженных преступников: «Табс» и «Мандрагора». В ходе нападения один из сыновей называет Алана его прозвищем «Хогги», что приводит «Мандрагору» к необъяснимой агрессии, после чего он хладнокровно убивает сыновей Алана и Джилл, а их самих берет в заложники, при этом нанеся тяжелые травмы. Избитых супругов преступники сажают в автомобиль и увозят в неизвестном направлении. Во время поездки «Мандрагора» устраивает Алану «Хогги» своеобразный допрос, в ходе которого дает ему узнать истинные причины их агрессии и вынуждает его обнажить тайны его темного прошлого, которое он на протяжении многих лет тщательно скрывал от своего семейства. Аллан - «Хогги» вынужден был признать, что в юности, будучи студентом педагогического училища, проходил краткосрочные курсы в скандально известном интернате для мальчиков-сирот под названием «Хакавай Пойнт», где администрация школы и педагогический коллектив на протяжении многих лет подвергали детей сексуальному насилию, различным издевательствам и демонстрировали полное отсутствие моральной и профессиональной ответственности за жизнь и их здоровье, вследствие чего большая часть из воспитанников интерната после выпуска из-за проблем с психикой не смогли адаптироваться к жизни в обществе и стали вести маргинальный образ жизни, совершая преступления и убийства. Во время допроса «Хогги» становится известно, что «Мандрагора» и «Табс» по невероятному стечению обстоятельств являются бывшими воспитанниками интерната «Хакавай Пойнт», которые опознали в «Хогги» одного из своих бывших учителей. «Мандрагора» вынуждает «Хогги» признаться своей жене в том, что он был свидетелем многочисленных издевательств в интернате, которые совершали другие учителя по отношению к мальчикам-сиротам, однако он отказался признать свое непосредственное участие в этом, хотя и признался в том, что ничего ни сделал для того, чтобы прекратить насилие и защитить детей, так как оправдывал насилие над ними в приюте тем, что они все были асоциальными личностями. В конечном итоге «Мандрагора» заявляет «Хогги» о том, что конечным пунктом их поездки будет ныне заброшенный интернат «Хакавай Пойнт», где началось их знакомство и где Хогги должен понести расплату за вину в событиях 33-летней давности, в которых он невольно сыграл не последнюю роль, так как по мнению «Мандрагоры» и «Табса» является одним из виновников их чудовищного социального положения, после чего поездка в «Хакавай Пойнт» превращается для «Хогги» и его жены в битву за выживание, в которой погибнет еще много невинных людей...

## Создание
Фильм является режиссерским дебютом актера Джеймса Эшкрофта. Сценарий был написан им же в соавторстве с Эли Кентом. Эшкрофт утверждал, что ему пришла идея снять фильм после того, как он прочитал книгу Оэна Маршалла и крайне был удивлен тем фактом, что ее до сих пор никто  не экранизировал. На главную роль Эшкрофт пригласил Дэниела Гиллиса, которого заинтересовал сценарий. Впоследствии Гиллис очень положительно отзывался о съемках в фильме и считал свою роль в нем довольно успешной. Фильм снимался в Новой Зеландии. Джеймс Эшкрофт принял решение снимать большую часть фильма не в павильоне, а под открытым небом. В качестве натуры были задействованы пейзажи настоящей дикой природы Новой Зеландии, знакомые Джеймсу Эшкрофту  по детским семейным поездкам. Эшкрофт заявил, что показал в фильме настоящую красоту дикой природы, которую зритель сегодня не так часто видит на экранах. На основе рассказа Оуэна Маршалла было создано лишь несколько страниц сценария, которые представляют собой всего лишь первые 20 минут экранного времени фильма. По словам Джеймса Эшкрофта, он решил использовать рассказ и адаптировать ее с реалиями жизни ,которые были выявлены в интернатах для детей, где их подвергали жестокому обращению. Эшкрофт заявил, что незадолго до съемок фильма, принимал участие в создании документального фильма о жизни детей-сирот в одном из государственных учреждений Новой Зеландии, где детей подвергали издевательствам. По словам Эщкрофта, в ходе создания фильма, его участники отыскали бывших воспитанников интерната и бывших учителей, после чего Эшкрофта поразил дуализм бывших учителей, так как большинство из них характеризовались  как хорошие мужья и отцы, в то время как они скрывали от общественности свое участие в ужасных актах насилия по отношению к детям. По словам Эшкрофта, решение ввести эти аспекты в сюжет фильма - оказалось удачным решением, так как они начали отражать друг друга довольно глубоким образом

## Критика
Фильм был успешно принят критиками и получил благоприятные отзывы. Агрегатор рецензий «Rotten Tomatoes» на основе 62 рецензий от критиков дал фильму рейтинг одобрения 92% и среднюю оценку 7 баллов из 10. Агрегатор рецензий «Metacritic» присвоил фильму оценку 64 балла из 100 на основе рецензий 4 критиков, что указывает на  благоприятные» отзывы. Ведущий американский журнал, который отслеживает события в киноиндустрии США «The Hollywood Reporter» высоко охарактеризовал ленту, назвав ее уверенным дебютом многообещающего нового режиссера»

.